# إرنست بيري
إرنست بيري (بالإنجليزية: Ernest Perry)‏ (3 نوفمبر 1891 المملكة المتحدة - 31 مايو 1979) هو لاعب كرة قدم بريطاني سابق كان يلعب كلاعب وسط.